# Concilio di Orange
Il Concilio di Orange (o i sinodi di Orange, in latino: Concilium Arausicanum o Synodus Arausicana) comprendono due sinodi tenuti ad Orange, in Francia.
Il primo (441) trattò di diverse questioni riguardanti la vita della Chiesa, mentre il secondo (529) confermò la legittimità dell'insegnamento di Agostino d'Ippona contro le contestazioni dei pelagiani.

## Concilio di Orange del 441
Il primo Concilio di Orange ebbe luogo l'8 novembre del 441 sotto la presidenza di Ilario di Arles e Eucherio di Lione. Parteciparono all'assise diciassette vescovi e furono approvati trenta canoni (o giudizi) che trattavano questioni pratiche della vita della Chiesa, inclusa un'affermazione sul dovere del celibato per coloro che sono in stato clericale, specialmente diaconi come pure per le vedove; il diritto di asilo; regole per la retta amministrazione dei sacramenti; raccomandazioni alla cautela nell'ordinazione di clero straniero; limiti nella giurisdizione dei vescovi; regole per la convocazione di concili. L'esatta interpretazione di alcuni fra questi canoni (II, III, XVII) è dubbia. Il Canone IV si sostiene sia in contraddizione con il decreto di papa Siricio; e il canone II e XVIII tradisce l'inclinazione a resistere all'introduzione di usanze romane. Questi canoni furoni confermati al Sinodo di Arles nel 443 circa.

## Concilio di Orange del 529
Il secondo Concilio di Orange ebbe luogo in questa città il 3 luglio del 529, passata nel frattempo dal governo burgundo a quello ostrogoto. L'occasione di questo concilio era stata data dalla consacrazione di una chiesa fatta costruire dal governatore della Gallia narbonense.Questo concilio trattò più direttamente delle persistenti questioni teologiche che risultavano dal conflitto fra le idee di Agostino, vescovo di Ippona nel Nord Africa, (354-430) e Pelagio, un monaco britannico (circa 360-420) che aveva sfidato le concezioni tradizionali della Chiesa influenzate prevalentemente da Agostino.
Pelagio aveva negato la dottrina agostiniana del peccato originale, che sostiene come gli esseri umani siano tanto corrotti dal peccato da essere per natura ostili a Dio e incapaci di scegliere di stare dalla sua parte. Pelagio sosteneva che gli esseri umani nascono in stato di innocenza, non con una natura peccaminosa, e che essi possano, per natura e attraverso la disciplina, se vogliono, scegliere di stare dalla parte di Dio. Secondo Pelagio Dio ha dato agli esseri umani, creandoli, la capacità di non peccare. Secondo Agostino, però, questo eleva troppo la libertà umana (il libero arbitrio) a spese della grazia di Dio e della sua iniziativa sovrana nella salvezza. Di fatto le idee di Pelagio, afferma Agostino, rendono superflua l'opera di Cristo, dato che gli esseri umani sarebbero capaci da soli, se lo vogliono e a determinate condizioni, raggiungere la perfezione morale.
Agostino sosteneva che gli esseri umani sono tanto contaminati dal peccato, (sia perché a causa del peccato di Adamo ha corrotto l'intera sua discendenza contaminandola e perché il peccato è radicato nella natura umana)  che noi non possiamo che scegliere e fare il male. Dato che gli esseri umani, secondo questa concezione, non sono in grado di scegliere di stare dalla parte di Dio, Dio stesso, mediante la sua grazia, sceglierebbe chi fra gli esseri umani  è destinato alla salvezza (predestinazione). Agostino, così, respinge per l'essere umano la capacità di pervenire da sé stesso alla salvezza.
Al tempo del secondo concilio di Orange del 529, era emerso il Semipelagianesimo, il tentativo, cioè, di raggiungere un compromesso fra l'Agostinismo ed il Pelagianesimo. Di fatto, molti fra coloro che sostenevano il Semipelagianesimo erano più vicini ad Agostino che a Pelagio. Essi semplicemente non erano disposti a seguire la logica delle posizioni di Agostino fino alle sue conclusioni, cioè quelle alle quali più tardi sarebbe giunta la teologia nelle dottrine della predestinazione (Giovanni Calvino: Dio solo sceglie chi debba essere salvato), come pure quella della doppia predestinazione (Beza: non solo Dio sceglie chi debba essere salvato, ma anche chi debba rimanere in stato di perdizione e sia passibile di castigo eterno.
Fondamentalmente il Semipelagianesimo seguendo le idee del monaco francese Giovanni Cassiano, concorda con Agostino che da solo gli esseri umani non possono decidersi per Dio, ma afferma che Dio, attraverso lo Spirito Santo mette in condizione gli esseri umani di volgersi dal male verso Dio. Ne risulta che il Semipelagianesimo respinge sia l'idea emergente della predestinazione come pure l'idea della perseveranza dei santi. Pelagio era stato condannato come eretico per aver negato la dottrina del peccato originale, e così sono le idee semipelagiane quelle che si affermano nei Canoni del concilio di Orange.
I Canoni del Secondo concilio di Orange respingono chiaramente ciò che più tardi sarà conosciuta come doppia predestinazione. Agostino non l'aveva di fatto sostenuta perché il suo interesse principale, rispondendo a Pelagio, risiedeva nell'idea di depravazione e di grazia. La questione della doppia predestinazione sarà soprattutto oggetto dell'attenzione della Riforma protestante come sarà resa popolare da Beza, ed emerge fortemente nel Sinodo di Dordrecht (1618-1619) contro Giacomo Arminio.
I Canoni del Concilio di Orange aiutano a rendere stabile la dottrina agostiniana della depravazione totale, del peccato originale e della grazia di Dio che domineranno nella Chiesa sino alla metà del Settecento. Dato che erano stati scritti come risposta a Pelagio queste concezioni mettono in forte rilievo il ruolo sovrano di Dio nella salvezza. La comprensione agostiniana della grazia, però, permetteva la scelta umana, per quanto nei limiti della precognizione di Dio). Concezioni posteriori sviluppate in circoli calvinisti al riguardo della predestinazione, permetteranno alla grazia di Dio d'operare solo negli eletti e solo attraverso il suo sovrano decreto di salvezza, indipendentemente dalle scelte umane e dall'idea stessa di precognizione vedasi la Confessione di fede di Westminster.
Sebbene la posizione agostiniana diventi la posizione cristiana "ortodossa" per i mille anni seguenti al Concilio di Orange, la questione rimarrà in sospeso per riemergere solo al tempo della Riforma protestante. Sebbene anche Giacomo Arminio sia condannato come eretico, le sue concezioni permarranno nella Chiesa in una versione leggermente modificata nella teologia di John Wesley.